# Birgit Sonntag
Pour les articles homonymes, voir Sonntag.
Birgit Sonntag, mariée Unterberger, née le 24 janvier 1976, est une coureuse de fond allemande spécialisée en course en montagne. Elle est vice-championne du monde et d'Europe de course en montagne en 2000. Elle a également remporté deux titres de championne d'Allemagne de course en montagne.

## Biographie
Originaire de Berlin, Birgit se spécialise d'abord dans les courses sur route. Occasionnellement, elle s'entraîne dans la région de Grunewald mais jamais dans les montagnes.
Elle se rend souvent en montagne durant ses vacances et s'y découvre une véritable passion. En 2000, elle s'essaie à la discipline de la course en montagne et connaît tout de suite d'excellents résultats. Le 18 juin, elle s'impose à la course de montagne du Predigtstuhl et remporte le titre de championne d'Allemagne de course en montagne. Le 2 juillet, elle effectue une excellente course au Trophée européen de course en montagne à Międzygórze et termine deuxième derrière la championne en titre et favorite locale Izabela Zatorska. Elle remporte de plus la médaille d'argent par équipes.Poursuivant sur sa lancée, elle termine troisième à la course de montagne du Danis puis remporte la course de Schlickeralm et le Challenge Stellina. Elle se classe ainsi troisième du Grand Prix WMRA. Le 9 septembre à Bergen, elle parvient à s'immiscer entre l'Écossaise Angela Mudge, très en forme après avoir remporté son troisième titre de championne de Grande-Bretagne de fell running ainsi que son troisième Grand Prix WMRA, et la double championne d'Europe Izabela Zatorska pour s'emparer de la médaille d'argent. Elle remporte de plus la médaille de bronze par équipes avec Gudrun de Pay et Stefanie Buss.
L'année suivante, elle obtient des résultats décevants. Elle termine douzième au Trophée européen et 32e au Trophée mondial. Elle décide alors de prendre une longue pause sportive. Elle se marie et donne naissance à ses deux enfants.
En 2005, lors de vacances en Haute-Bavière, elle participe à la course de montagne du Hochfelln et termine à la douzième place. Elle se repique au jeu de la compétition et obtient à nouveau de bons résultats en 2007. Elle décroche la médaille de bronze aux championnats d'Allemagne de course en montagne, termine troisième à la course de montagne du Feuerkogel et remporte la course de montagne du Kitzbüheler Horn. Elle est à nouveau sélectionnée pour le Trophée mondial de course en montagne à Ovronnaz où elle termine meilleure Allemande à la 19e place.
Le 31 août 2013, elle remporte le titre de championne du monde Masters W35 à Janské Lázně. Le 29 septembre, elle termine troisième de la course de montagne du Hochfelln derrière Silvia Olejárová et Antonella Confortola. La course accueillant les championnats d'Allemagne de course en montagne, elle remporte son second titre, 13 ans après le premier.

## Palmarès

### Route
| Année | Compétition           | Lieu      | Place | Épreuve          | Temps           |
| ----- | --------------------- | --------- | ----- | ---------------- | --------------- |
| 1997  | Berlin Frauenlauf     | Berlin    | 1re   | 10 kilomètres    | 37 min 0 s      |
| 1998  | Berlin Frauenlauf     | Berlin    | 3e    | 10 kilomètres    | 36 min 39 s     |
| 1998  | Berlin City-Nacht     | Berlin    | 2e    | 10 kilomètres    | 34 min 6 s      |
| 1999  | Marathon de Francfort | Francfort | 10e   | Marathon         | 2 h 55 min 45 s |
| 2001  | 25 km de Berlin       | Berlin    | 10e   | 25 kilomètres    | 1 h 39 min 17 s |
| 2002  | Preußische Meile      | Potsdam   | 3e    | Course populaire | 28 min 29 s     |
| 2007  | Preußische Meile      | Potsdam   | 1re   | Course populaire | 26 min 8 s      |
| 2013  | Preußische Meile      | Potsdam   | 1re   | Course populaire | 27 min 46 s     |
| 2014  | Preußische Meile      | Potsdam   | 3e    | Course populaire | 28 min 30 s     |

### Course en montagne
| no  | féminin            | Course                                             | Longueur | Départ            | Temps           |
| --- | ------------------ | -------------------------------------------------- | -------- | ----------------- | --------------- |
|     | Médaille d'or      | Championnats d'Allemagne de course en montagne     | 11 km    | 18 juin 2000      | 1 h 5 min 35 s  |
| 2e  | Médaille d'argent  | Trophée européen de course en montagne             | 7,07 km  | 2 juillet 2000    | 33 min 53 s     |
|     | Médaille de bronze | Course de montagne du Danis                        | 10,4 km  | 9 juillet 2000    | 47 min 57 s     |
|     | Médaille d'or      | Course de Schlickeralm                             | 11,2 km  | 6 août 2000       | 1 h 9 min 5 s   |
| 1re | Médaille d'or      | Challenge Stellina                                 | 8,1 km   | 20 août 2000      | 46 min 45 s     |
| 2e  | Médaille d'argent  | Trophée mondial de course en montagne              | 8,9 km   | 9 septembre 2000  | 49 min 43 s     |
| 58e | Médaille de bronze | Championnats d'Allemagne de course en montagne     | 10,5 km  | 10 juin 2007      | 55 min 6 s      |
| 3e  | Médaille de bronze | Course de montagne du Feuerkogel                   | 9 km     | 12 août 2007      | 1 h 6 min 6 s   |
|     | Médaille d'or      | Course de montagne du Kitzbüheler Horn             | 12,9 km  | 19 août 2007      | 1 h 14 min 12 s |
| 2e  | Médaille d'or      | World Masters Mountain Running Championships - W35 | 8,6 km   | 31 août 2013      | 47 min 26 s     |
| 92e | Médaille d'or      | Championnats d'Allemagne de course en montagne     | 8,9 km   | 29 septembre 2013 | 55 min 48 s     |
| 6e  | Médaille de bronze | World Masters Mountain Running Championships - W35 | 7,2 km   | 6 septembre 2014  | 46 min 10 s     |

## Records
| Épreuve       | Performance     | Date            | Lieu          |
| ------------- | --------------- | --------------- | ------------- |
| 10 000 mètres | 36 min 14 s 2   | 23 juin 1999    | Berlin        |
| 10 kilomètres | 36 min 12 s     | 1er mai 1998    | Kaltenkirchen |
| Semi-marathon | 1 h 19 min 13 s | 28 mars 1998    | Potsdam       |
| 25 kilomètres | 1 h 39 min 17 s | 6 mai 2001      | Berlin        |
| Marathon      | 2 h 55 min 45 s | 31 octobre 1999 | Francfort     |